# Boimate

Ilustração publicada pela Veja sobre a suposta produção do boimate

Boimate foi um suposto híbrido do boi com o tomate criado por cientistas alemães. O suposto experimento foi erroneamente publicado pela revista brasileira Veja no artigo "Fruto da carne", em 1983, com base em um artigo satírico da revista britânica New Scientist publicado no dia da mentira.

## História
A revista semanal britânica New Scientist publicou um artigo sobre o "boimate" como piada no dia da mentira (1.º de abril), prática tradicional na imprensa local. O artigo narrava um suposto experimento de dois cientistas alemães, Barry McDonald e William Wimpey (referências às redes de lanchonetes McDonald's e Wimpy), da Universidade de Hamburgo. A técnica, de acordo com o texto, consistia em uma descarga elétrica sobre cultura de tomate e células bovinas que ocasionava a fusão de seu material genético. O resultado, após a fecundação da nova célula, era uma fruta de casca semelhante ao couro e com discos de proteína animal e tomate intercalados em seu interior.
Sem perceber que se tratava de uma brincadeira, a Veja repercutiu o suposto experimento em 27 de abril de 1983, na edição 764, apelidando-o de "boimate", e afirmando que "a experiência dos pesquisadores alemães, porém, permite sonhar com um tomate do qual já se colha algo parecido com um filé ao molho de tomate". O artigo incluía ainda a citação de um engenheiro genético da Universidade de São Paulo (USP) impressionado com o feito. Após repetidas manifestações negativas, incluindo um desmentido pelo jornal O Estado de S. Paulo em 26 de junho, a revista pediu desculpas aos leitores pelo "lastimável equívoco" em sua edição de 6 de julho.
Em 11 de abril de 1984, a Veja divulgou uma errata dizendo: "Na sua edição de 27 de abril de 1983, Veja publicou uma notícia na qual revelava que cientistas europeus haviam conseguido cruzar células de boi com outras, de tomate, criando uma substância que denominou de 'boimate'. A revista, que tirara as informações da publicação inglesa New Scientist, caiu numa brincadeira de 1º de abril, época na qual a imprensa da Grã-Bretanha, por tradição, sempre inclui entre seus artigos uma ingênua mentira".